# Мёдон
О древнегреческих героях см. Медонт

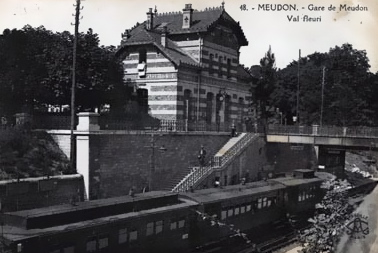
Мёдонский вокзал на рубеже веков

Мёдо́н (фр. Meudon) — коммуна во Франции, юго-западный пригород Парижа на южном берегу Сены в департаменте О-де-Сен. С медонских холмов открывается один из лучших видов на французскую столицу. Население составляет 44 200 жителей (2005).
Мёдон развивался вокруг резиденции Бурбонов, которую Людовик XIV выстроил для своего сына, «великого дофина». После смерти престолонаследника Мёдонский дворец пришёл в упадок и был окончательно уничтожен в годы Франко-прусской войны. Его руины переданы в распоряжение филиала Парижской обсерватории. Подобная же судьба постигла и дворец Бельвю в Мёдоне, построенный для маркизы де Помпадур королевским архитектором Габриелем.
Мёдон претендует на право называться родиной французского воздухоплавания. В 1880 году инженер Шарль Ренар построил в Мёдоне ангар, рядом с которым проводились испытания первых летательных аппаратов. Именно в Мёдоне поднялся в воздух дирижабль La France.
В XIX веке Мёдон стал подлинной меккой для художественной молодёжи. Здесь жили Мопассан, Ренуар и Мане, а вилла Родена с его могилой объявлена национальным музеем. С Мёдоном связаны последние годы жизни писателей Рабле и Селина. Рихард Вагнер сочинил здесь «Летучего голландца», а Марина Цветаева — посмертное послание к Рильке («Новогоднее»).
В феврале 1897 года в Мёдоне состоялась дуэль между поэтом, романистом и критиком Жаном Лорреном и писателем Марселем Прустом. Причиной дуэли была разгромная рецензия Лоррена на книгу Пруста «Утехи и дни». Секундантом со стороны Пруста был его друг, художник-импрессионист Жан Беро. Здесь же провёл несколько детских лет Сартр.
После революции в России небольшой старинный городок, расположенный между Парижем и Версалем, был сразу облюбован беженцами из России — из него до столицы было всего 20 минут езды на поезде, а квартиры здесь стоили дешевле. В конце 1920-х годов здесь был построен православный Спасо-Воскресенский храм, расписанный Ю. Н. Рейтлингер в 1932-м.
Из современных обитателей наиболее известны Джонни Депп и Ванесса Паради, около 40 лет в Мёдоне жил Борис Спасский.